# Dick Ricketts
Pour les articles homonymes, voir Ricketts.
Richard James Ricketts, Jr. (né le 4 décembre 1933 à Pottstown, Pennsylvanie; décédé le 6 mars 1988) était un joueur américain professionnel de basket-ball.
Ailier de 2,03 m issu de l'Université Duquesne, Ricketts fut sélectionné par les Saint-Louis Hawks au premier rang de la draft 1955. Il joua trois saisons en NBA avec les Hawks et les Royals, inscrivant 1974 points en carrière.
Ricketts signa également un contrat amateur en tant qu'agent libre au poste de pitcher par les Saint-Louis Cardinals en 1955. En 1959, il apparut dans 12 rencontres pour les Cardinals, dont 9 fois en tant que titulaire. Son frère Dave Ricketts joua six années dans les ligues majeures.